# Estadio Olímpico Andrés Quintana Roo
Estadio Andrés Quintana Roo – wielofunkcyjny meksykański stadion, wykorzystywany głównie do rozgrywania meczów piłkarskich, zlokalizowany w mieście Cancún, w stanie Quintana Roo. Może pomieścić 20.000 widzów. Arena została otwarta w 2007 roku i od tego czasu jest domowym stadionem pierwszoligowego zespołu Atlante, który przeniósł się wówczas z miasta Meksyk do Cancún.